# Championnat d'Islande de football 1932
Navigation
Saison précédente Saison suivante
La saison 1932 du Championnat d'Islande de football était la 21e édition de la première division islandaise.
C'est le club du KR Reykjavik qui conserve son titre et est sacré pour la 8e fois de son histoire champion d'Islande.

## Les 5 clubs participants
- KR Reykjavik
- Fram Reykjavik
- Valur Reykjavik
- Vikingur Reykjavik
- ÍBA Akureyri

## Compétition

### Classement
Le barème de points servant à établir le classement se décompose ainsi :
- Victoire : 2 points
- Match nul : 1 point
- Défaite : 0 point

| Rang | Équipe             | Pts | J | G | N | P | Bp | Bc | Diff |
| ---- | ------------------ | --- | - | - | - | - | -- | -- | ---- |
| 1    | KR Reykjavik T     | 7   | 4 | 3 | 1 | 0 | 15 | 5  | +10  |
| 2    | Valur Reykjavik    | 5   | 4 | 2 | 1 | 1 | 5  | 3  | +2   |
| 3    | ÍBA Akureyri       | 4   | 4 | 2 | 0 | 2 | 6  | 5  | +1   |
| 4    | Fram Reykjavik     | 4   | 4 | 2 | 0 | 2 | 3  | 5  | -2   |
| 5    | Vikingur Reykjavik | 0   | 4 | 0 | 0 | 4 | 1  | 12 | -11  |

|  | Champion d'Islande 1932 |

### Matchs
Tous les matchs sont disputés au stade Melavöllur à Reykjavik.
| Résultats (▼dom., ►ext.)                                   | Fra | KR  | Val | Vik | IBA |
| Fram Reykjavik                                             |     | 1-3 | 1-0 | 1-0 | 0-2 |
| KR Reykjavik                                               |     |     | 2-2 | 6-1 | 4-1 |
| Valur Reykjavik                                            |     |     |     | 2-0 | 1-0 |
| Vikingur Reykjavik                                         |     |     |     |     | 0-3 |
| ÍBA Akureyri                                               |     |     |     |     |     |
| - Victoire à domicile - Match nul - Victoire à l'extérieur |     |     |     |     |     |

## Bilan de la saison
| Tableau d'Honneur                 |              |
| Compétition                       | Vainqueur    |
| Championnat d'Islande de football | KR Reykjavik |